# 尾高尚忠
尾高 尚忠（おたか ひさただ、1911年9月26日 - 1951年2月16日）は、日本の作曲家、指揮者。

## 生涯
東京府生まれ。幼少の頃から音楽に親しみ、東京府立第五中学校（現・東京都立小石川中等教育学校）を経て旧制成城高等学校文科（現・成城大学）を半年で中退し、1931年にウィーンに留学、ピアノをベルタ・ヤンベール、音楽理論をリヒャルト・シュテールに学んだ。翌年一時帰国して武蔵野音楽学校で作曲科の教鞭を取り、その間作曲をクラウス・プリングスハイム、ピアノをレオ・シロタに学んだ。1934年に再びウィーンに渡り、作曲をヨーゼフ・マルクス、指揮をフェリックス・ワインガルトナーに学び、個人的にフランツ・モーザーに作曲、管弦楽法、指揮の教授を受けた。在欧中の1938年からはウィーン交響楽団やベルリン・フィルハーモニー管弦楽団の指揮台に立つなど指揮者として活躍し、併せて自作の披露も行った。ウィーンではヴァイオリニストのヴォルフガング・シュナイダーハンと親交があった。
1940年に帰国後、1941年1月に新交響楽団（NHK交響楽団の前身）を指揮し、日本デビューを飾る。新交響楽団が日本交響楽団に改組する直前に山田和男とともに新響の専任指揮者となり、時期的に演奏活動が難しくなっていったジョセフ・ローゼンストックを支え、また定期演奏会の指揮台に立った。戦後も引き続いて日響のタクトを振って活躍したが、戦中から戦後に蓄積した極度の疲労から1951年1月12日の名古屋での地方公演を最後に病に倒れ、39歳で死去した。死因は出血性上部灰白質脳炎。3月5日に山田和男指揮による追悼演奏会が行われた。墓所は多磨霊園。
尾高は死の直前、日響機関誌「フィルハーモニー」に『強行軍的演奏旅行』と形容した当時の日響の超多忙ぶりを示した寄稿をしている。燕尾服の上からヒロポンを注射して指揮台に立つような有様だったという。また尾高の死後には音楽評論家の野村光一が「尾高を殺したのはNHKである。NHKがすべて面倒を見ていれば、楽員は多忙から解放されたはずだ」云々という一文を『毎日新聞』に寄稿したことがきっかけとなり、日響は尾高の死の約半年後にNHKの全面支援を受け「NHK交響楽団」に改称された。また、NHK交響楽団は日本の優れた管弦楽曲に贈られる賞に「尾高賞」の名を冠した。
尾高の残した映像や録音の資料は極めて少ない。録音では、東京交響楽団（東京フィルハーモニー交響楽団の前身であり、現在の同名オーケストラとは異なる）を指揮し、安川加壽子と共演したサン＝サーンスのピアノ協奏曲第5番『エジプト風』のスタジオ録音（1943年、ビクター）と、自作の交響曲第1番を振った断片的なライヴ録音の2点、映像では1948年の放送芸能祭でベートーヴェンのオペラ『フィデリオ』の第2幕を指揮しているものが1点、残されているだけである。

## 逸話
- 学生時代、便所でベートーヴェンの交響曲第9番を口笛で吹きながら出ると外に兄が立っており、「ベートーヴェンを便所の中で、口笛で吹くとは何事だ」と横面を引っ叩かれた。しかし音楽家になってからは、演奏会で指揮するベートーヴェンの交響曲を便所で読みながら勉強していたという。
- 映画『アメリカ交響楽』を鑑賞した尾高は、「おれもガーシュインと同じく39歳で死ぬよ」と妻にもらした。2人とも下顎が出ていることや同じ9月26日生まれであることからの連想かもしれないが、結果としては当たったことになる（ちなみに、尾高・ガーシュインの双方とも死因は脳の病気である）。

## 家族・親族
父方祖父は実業家の尾高惇忠、父・尾高次郎は漢学者・銀行家で、母・ふみは渋沢栄一の三女。兄に郷土教育家の尾高豊作、法哲学者でケルゼン門下の尾高朝雄、社会学者の尾高邦雄らがいる。また、作曲家諸井三郎・誠親子も輩出した実業家一族の諸井家とも、渋沢家を通じて、また甥で会計学者の諸井勝之助を通じて縁戚関係にある。
妻の尾高節子（みさおこ）はピアニスト。長男は作曲家の尾高惇忠（祖父と同名）、次男は指揮者の尾高忠明。また、節子の姉に女優・演出家の長岡輝子、節子たち姉妹の姪にチェリストの倉田澄子がいる。倉田澄子の父で尾高の相婿に当たる倉田高もチェリストで、尾高のチェロ協奏曲を初演した。

## 弟子
林光は父が尾高と親しかった関係で、幼少時から尾高に作曲を師事した。尾高がフルート協奏曲の管弦楽伴奏版のオーケストレーションを完成しないまま急逝した際、補筆完成したのは当時まだ10代の林であった。
なお、実子の惇忠と忠明は尚忠が死去した当時、まだ6歳と3歳であり、父から本格的な教育を受けたことはなかった。

## 作品

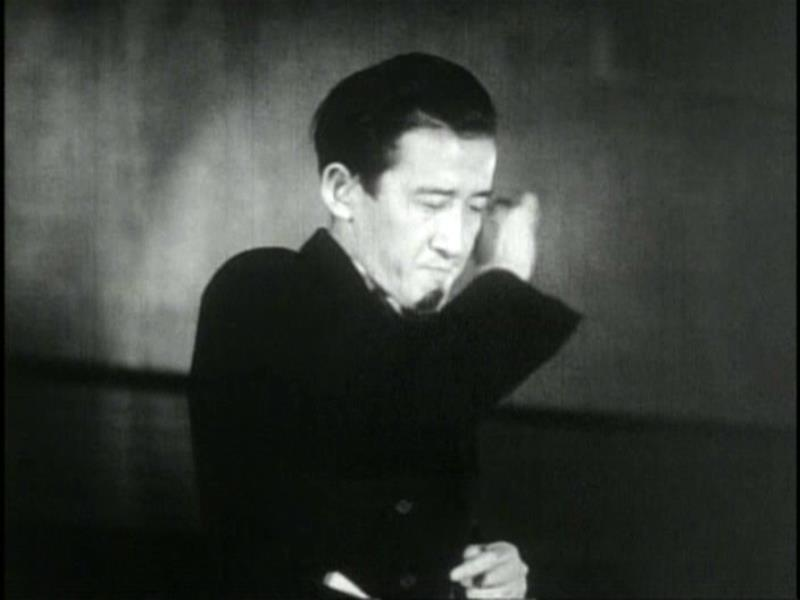
第1回放送芸能祭での尾高尚忠（1948年）

### 管弦楽曲・管弦楽を伴った曲
- 日本組曲 Op.6（1936年）
- 狂詩曲（1937年）
- 小交響曲（1937年。弦楽のための）
- 交響詩「蘆屋乙女」Op.9（1937年）
- 管弦楽のための「みだれ」（1938年。1947年改訂）
- 第2組曲 (1939年）
- 行進曲「南進」（1941年。変ロ長調の主部から変ト長調への転調が難しいと演奏者からは敬遠された）
- 勝而不傲（1942年、交響詩曲「皇軍頌歌」第5曲）
- チェロ協奏曲イ短調（1943年）
- シンフォニエッタ Op.24（1943年。弦楽四重奏のための作品。1944年小管弦楽版改訂）
- 維納さわり集 (1944年）
- ピアノと管弦楽のための狂詩曲変イ長調 Op.21 （1943年、1947年改訂。発表当時は「狂」の字が敬遠され、「興詩曲」と表記していた）
- 交響的幻想曲「草原」 Op.19（1944年）
- 交響的歌曲「いくさうた」 Op.23（1944年。アルトと管弦楽のための作品）
- 交響的歌曲「斎迫歌（いつきせめうた）」（1945年。ソプラノと管弦楽のための作品）
- おほみたからの歌 （アルト、バリトン、混声合唱と管弦楽のための作品）
- 郷土（1945年。小管弦楽のための）
- 春（1945年。歌と管弦楽のための林光によればレントラー風の小品ということである）
- 銃後慰安曲「微風」 Op.25（1945年）
- 架空のバレエのための組曲「夢に踊る」Op.29（1946年）
- 協奏組曲 Op.28（1946年。ピアノと管弦楽のための）
- フルート協奏曲イ長調（1948年室内楽伴奏版。1951年管弦楽伴奏版）（後者の版は終結部のオーケストレーションが未完、林光が補筆完成）
- 交響曲第1番ホ短調（1948年）
  - 従来「第1楽章のみ完成し、あとは未完」と言われてきたが、第2楽章が発見され、2006年9月2日・9月3日のNHK交響楽団第1574回定期公演（N響創立80周年記念）にて、外山雄三の補筆・指揮で2楽章版としての世界初演が行われた。第2楽章のページの末尾に「アタッカ」と記されていることから、3楽章以上の構成を意図していたことが窺える[4]。なお、2011年には実子の尾高忠明の指揮でもN響で演奏されている。
- 交響的協奏曲（未完。ピアノと管弦楽のための）
- ウィーンの呼び声 オーストリア民謡集
- はなたちばなの歌（ソプラノ、アルトと管弦楽のための）

### 室内楽
- ヴァイオリンとピアノのためのソナタ（1932年）
- ヴァイオリンとピアノのための2つの小品（1937年）
- 弦楽四重奏曲第1番ト短調 Op.10（1938年）
- ピアノ三重奏曲ホ短調（1941年）
- チェンバロのための組曲（1941年）
- 弦楽四重奏曲第2番ニ短調（1943年）
- 夜曲 Op.16-1（1942年。チェロとピアノのための作品）
- 夕陽讃歌 Op.16-2（1942年。同上）
- パストラーレ（七重奏のための作品）

### ピアノ曲
- 「前奏曲とフーガ」（1934年）
- 「変奏曲」（1935年）
- 「ローマンツェ」Op.5（1936年）
- 「日本組曲」Op.6（1936年）
- 「子供のためのピアノ小曲」（1937年。林光の両親に献呈）
- 「みだれ」Op.11（1939年。2台ピアノのためのカプリッチョで、ウィーンで親交のあったピアニスト、ヨーゼフ・ディヒラーの結婚祝いとして作曲された）
- 「ソナチネ」Op.13（1940年）
- 「三つの肖像画（ポートレ）」（1949年）

### 歌曲
- 「万葉集より」(1934年。全6曲)
- 「からまつ」（1950年）